# モデルス・アルファ
モデルス・アルファ（Moderus Alfa）は、ポーランドの鉄道車両メーカーであるモダトランスが展開する路面電車車両。社会主義時代に製造された車両（ボギー車）を更新・近代化した車種で、2006年以降ポーランドの各都市に導入されている。

## 概要
ポーランドのポズナンに本社や工場があるモダトランスは、ポズナン市電を運営するポズナン市交通会社のバス修理工場を母体に持ち、2005年12月31日に設立された経緯を持つ。その同社が最初に展開した路面電車車両が「モデルス・アルファ」である。
「モデルス・アルファ」は、社会主義時代のポーランドで大量生産されたボギー車の105Nや105Naの車体や機器を流用して生産された車両である。主電動機は後述の通り車種によって異なり、種車の直流電動機を用いた車両と新たに製造された誘導電動機に交換された車両が存在する。また、車両によっては運転室への空調装置の設置、監視カメラや案内表示システムの搭載、そして前方・後方部分の新造およびデザインの変更が行われている。

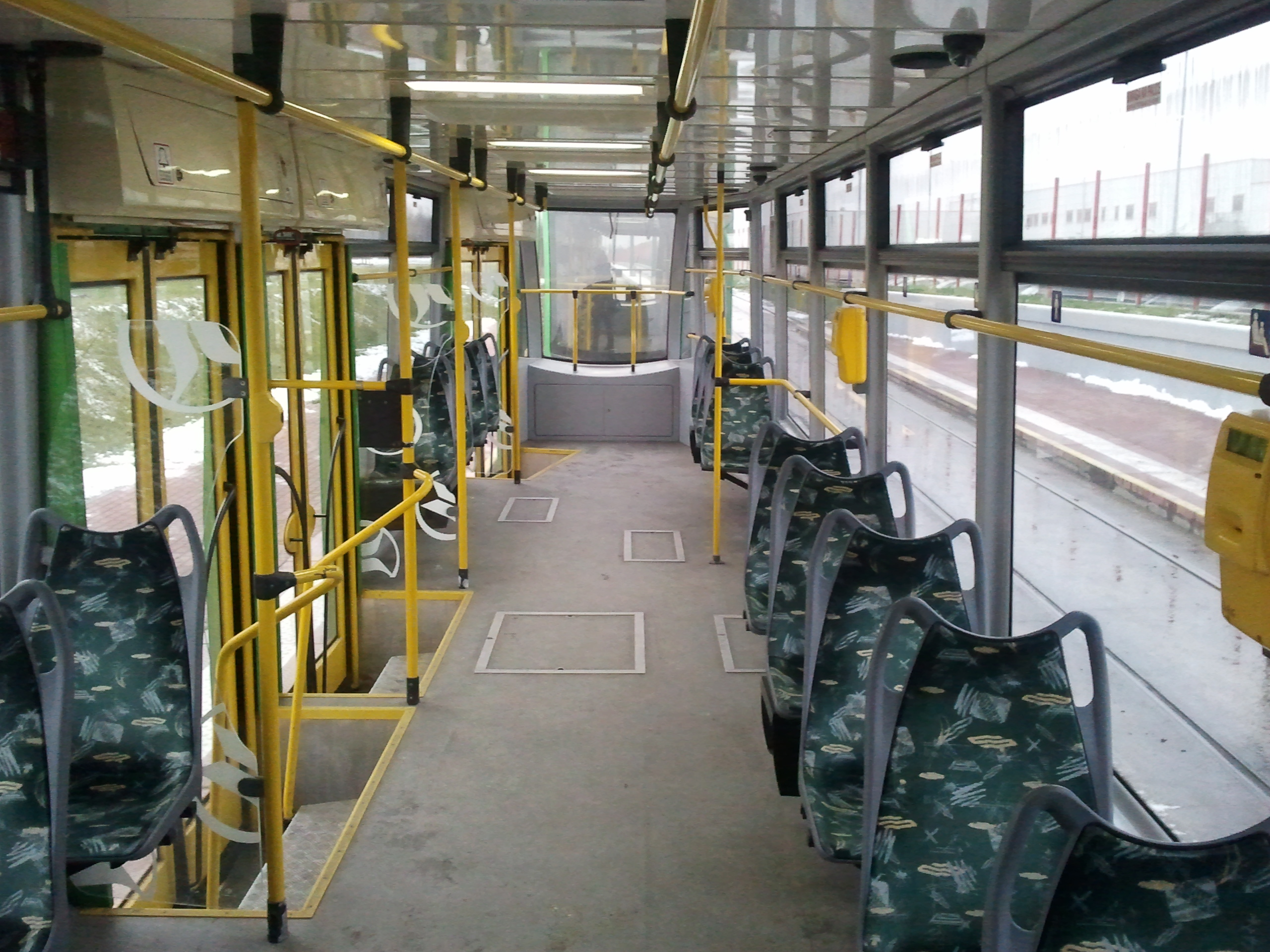
車内（ポズナン市電）
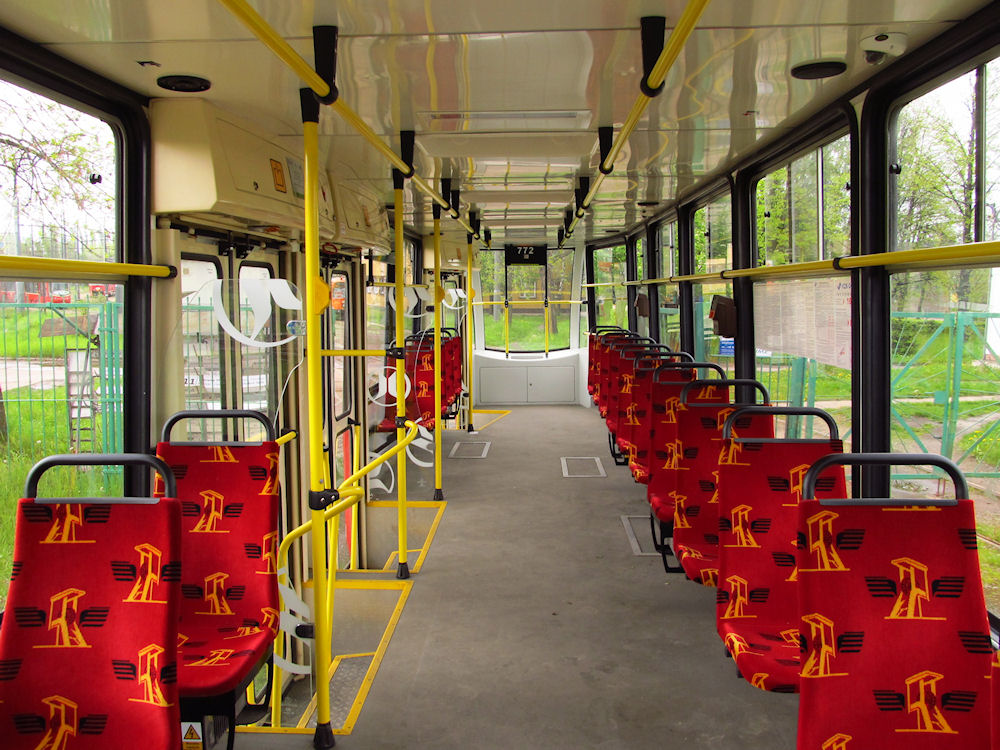
車内（シレジア・インターアーバン）
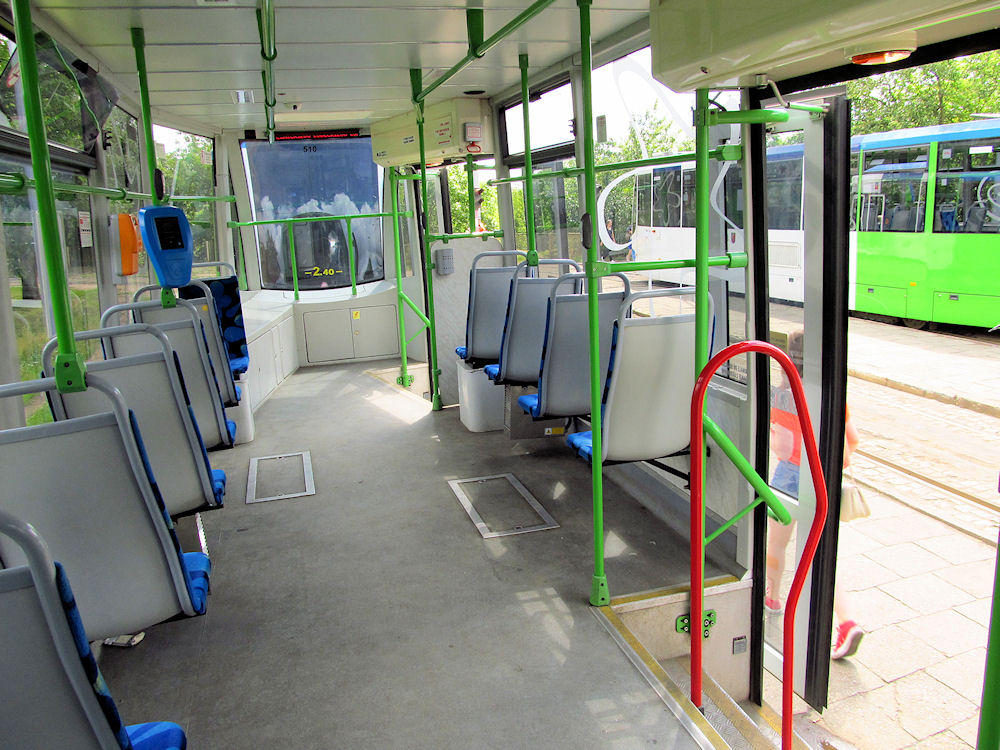
車内（シュチェチン市電）
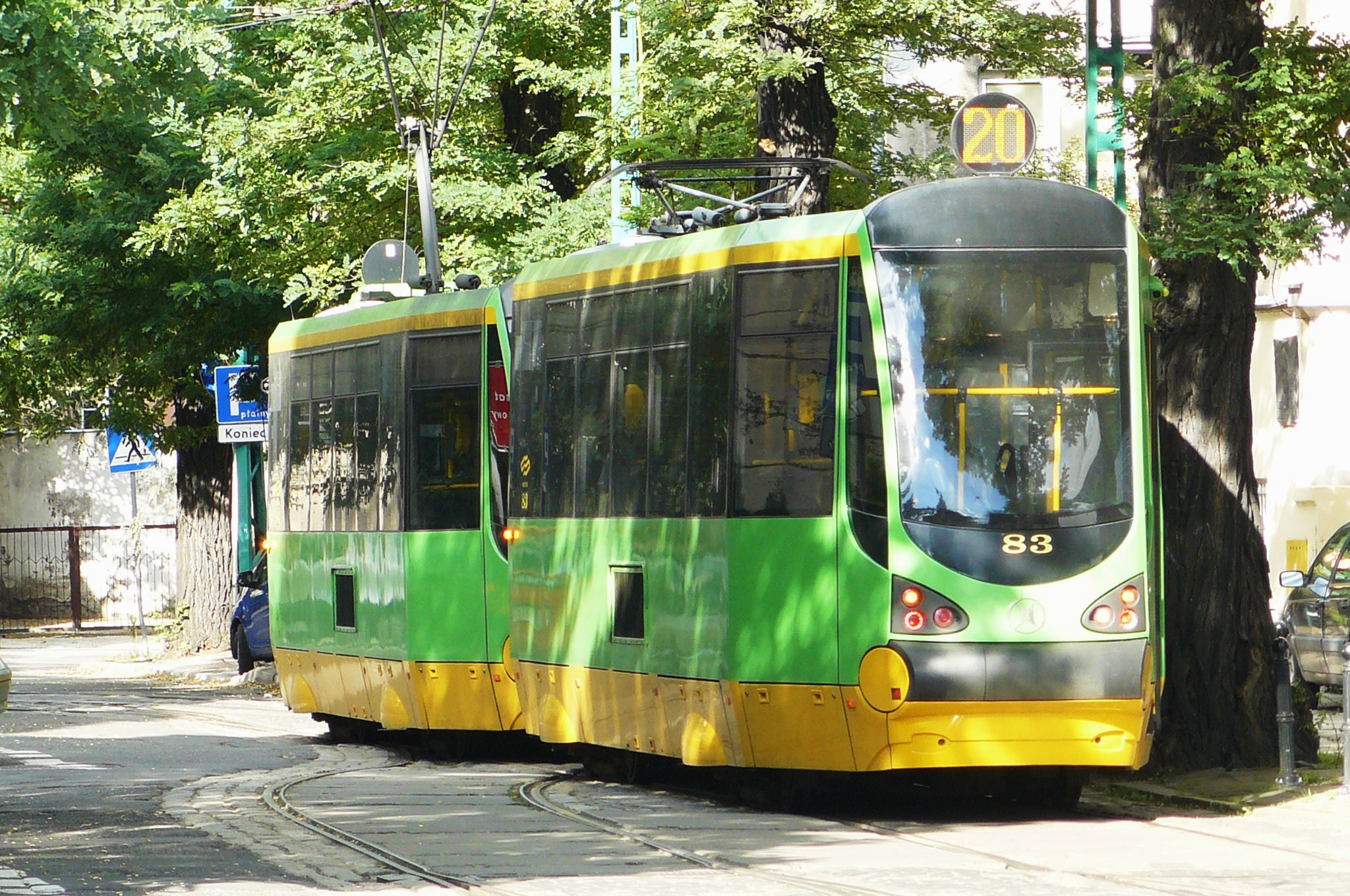
後方（ポズナン市電）
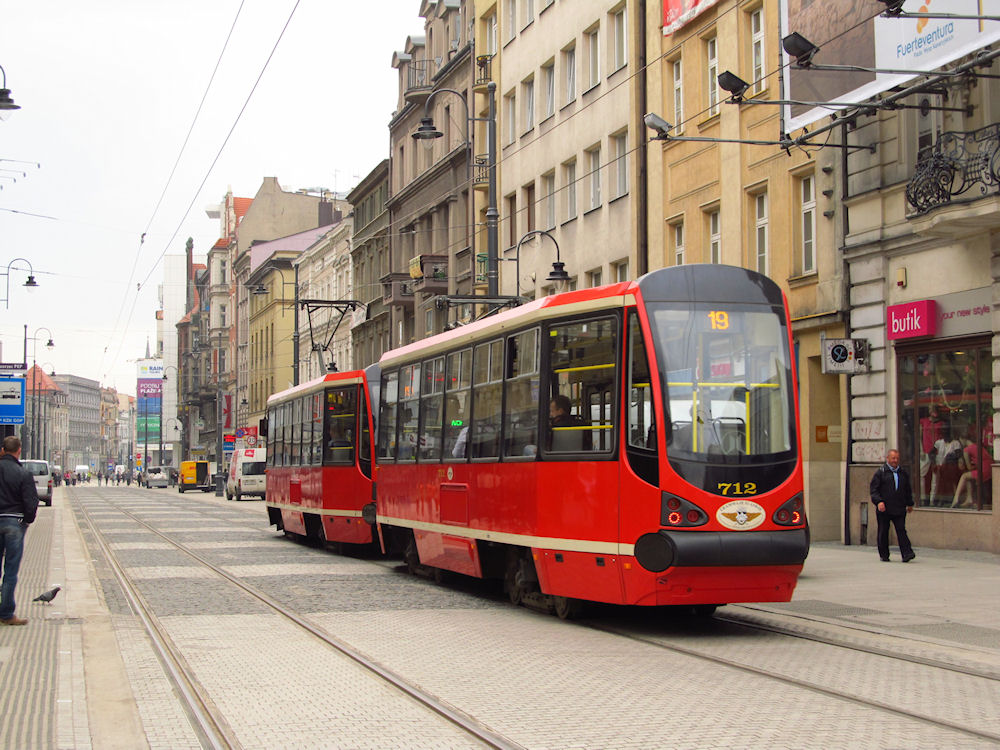
後方（シレジア・インターアーバン）

## 車種・運用
2006年に最初の車両となるHF 02 DKをポズナン市電を運営するポズナン市交通会社に納入して以降、モダトランスはポーランド各地の路面電車に向けて以下の「モデルス・アルファ」を展開している。多くの都市では単行運転（1両編成）に加えて2両編成での運用も行われている。
| モデルス・アルファ 導入都市・形式一覧         | モデルス・アルファ 導入都市・形式一覧 | モデルス・アルファ 導入都市・形式一覧 | モデルス・アルファ 導入都市・形式一覧 | モデルス・アルファ 導入都市・形式一覧 | モデルス・アルファ 導入都市・形式一覧 |
| 都市                                          | 形式                                  | 運転台                                | 両数                                  | 備考・参考                            |                                       |
| --------------------------------------------- | ------------------------------------- | ------------------------------------- | ------------------------------------- | ------------------------------------- | ------------------------------------- |
| ポズナン (ポズナン市電)                       | HF 01                                 | 片運転台                              | 22両                                  | [ 6 ] [ 7 ] [ 3 ]                     |                                       |
| ポズナン (ポズナン市電)                       | HF 02 DK                              | 片運転台                              | 2両                                   | 乗降扉は車体両側に設置                |                                       |
| ポズナン (ポズナン市電)                       | HF 03 L                               | 片運転台                              | 2両                                   | 教習用設備を搭載                      |                                       |
| ポズナン (ポズナン市電)                       | HF 04 AC                              | 片運転台                              | 4両                                   | 誘導電動機を用いた初の車両            |                                       |
| ポズナン (ポズナン市電)                       | HF 07                                 | 片運転台                              | 36両                                  | [ 7 ] [ 10 ]                          |                                       |
| アッパーシレジア (シレジア・インターアーバン) | HF 05                                 | 片運転台                              | 2両                                   | [ 6 ] [ 4 ]                           |                                       |
| アッパーシレジア (シレジア・インターアーバン) | HF 11 AC                              | 片運転台                              | 75両                                  | [ 4 ] [ 11 ]                          |                                       |
| シュチェチン (シュチェチン市電)               | HF 09                                 | 片運転台                              | 2両                                   | 主に2両編成で運行                     |                                       |
| シュチェチン (シュチェチン市電)               | HF 10 AC                              | 片運転台                              | 12両                                  | 主に2両編成で運行                     |                                       |

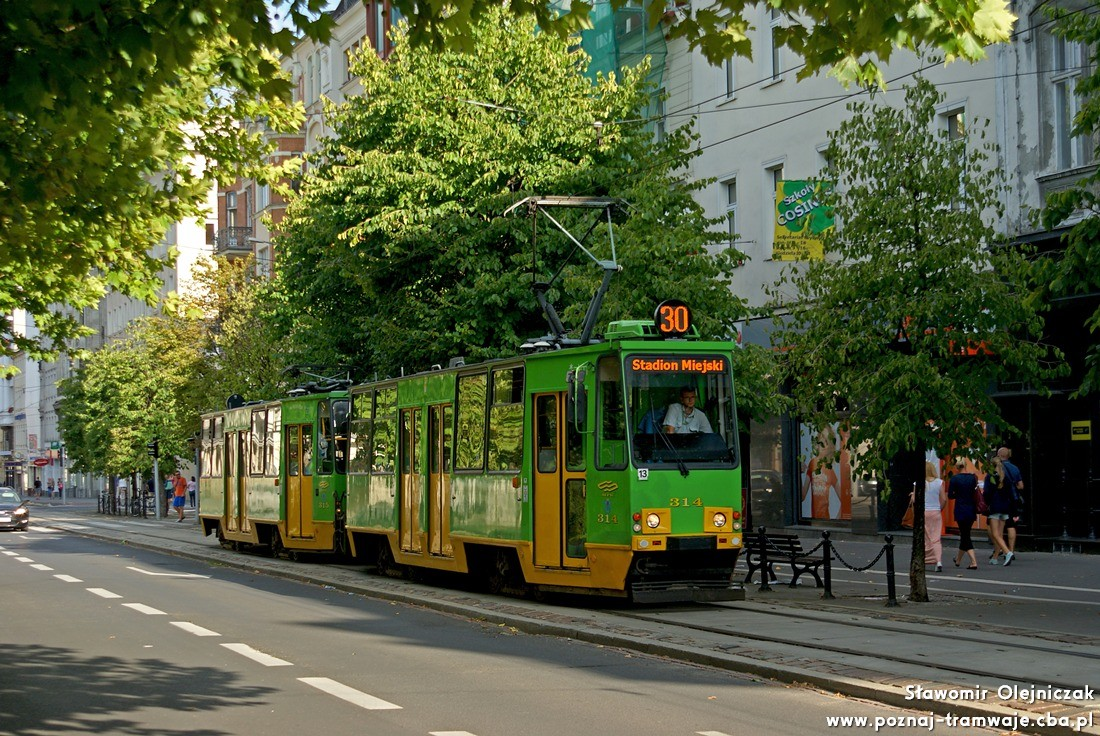
HF 01 （ポズナン市電） （2013年撮影）
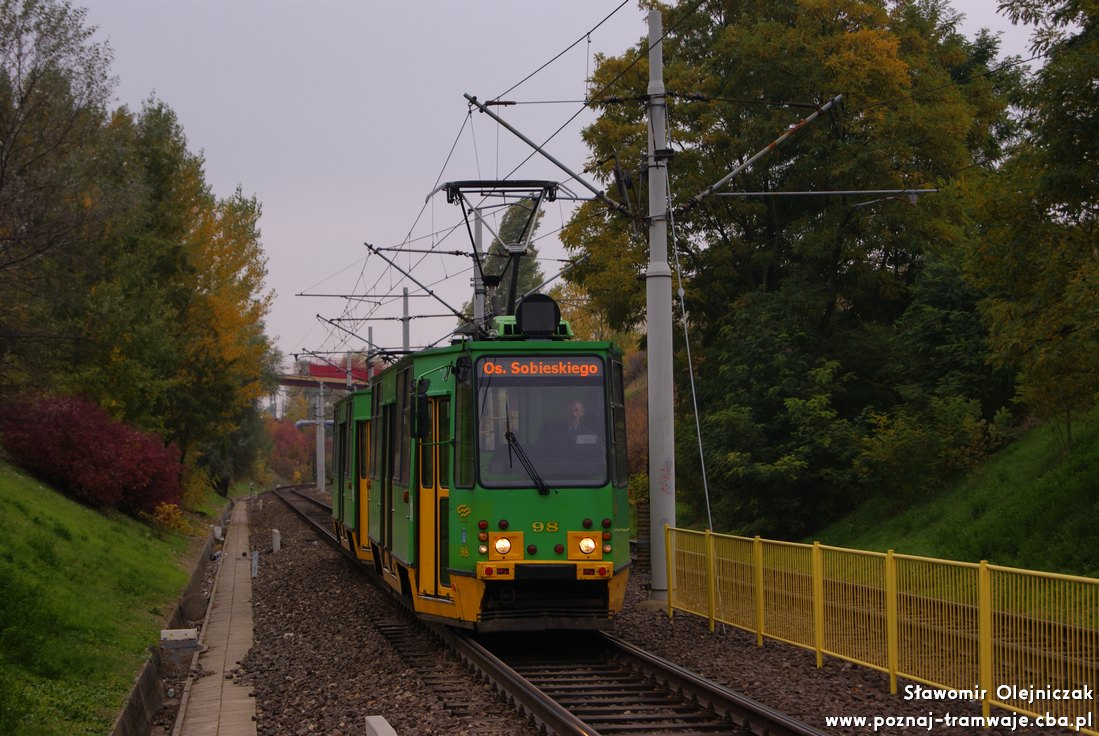
HF 02 DK （ポズナン市電） （2014年撮影）
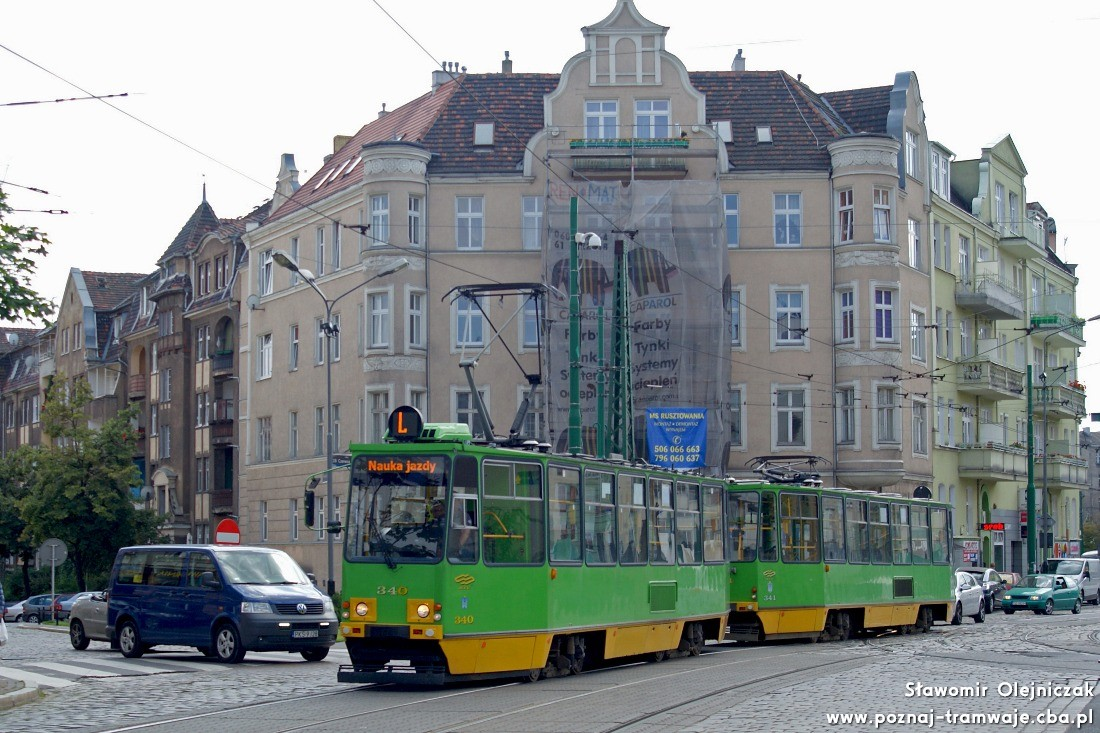
HF 03 L （ポズナン市電） （2013年撮影）
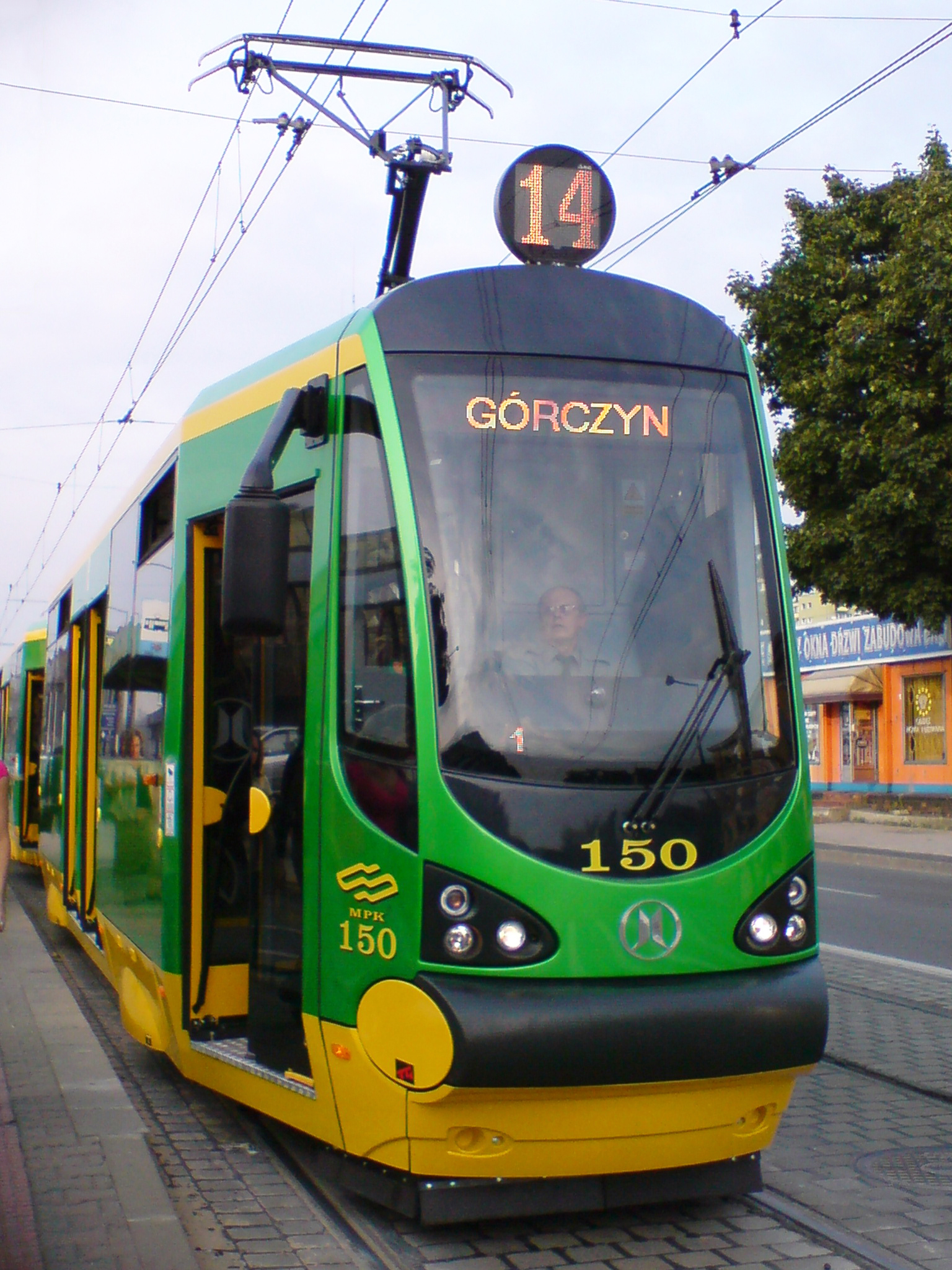
HF 04 AC （ポズナン市電） （2008年撮影）
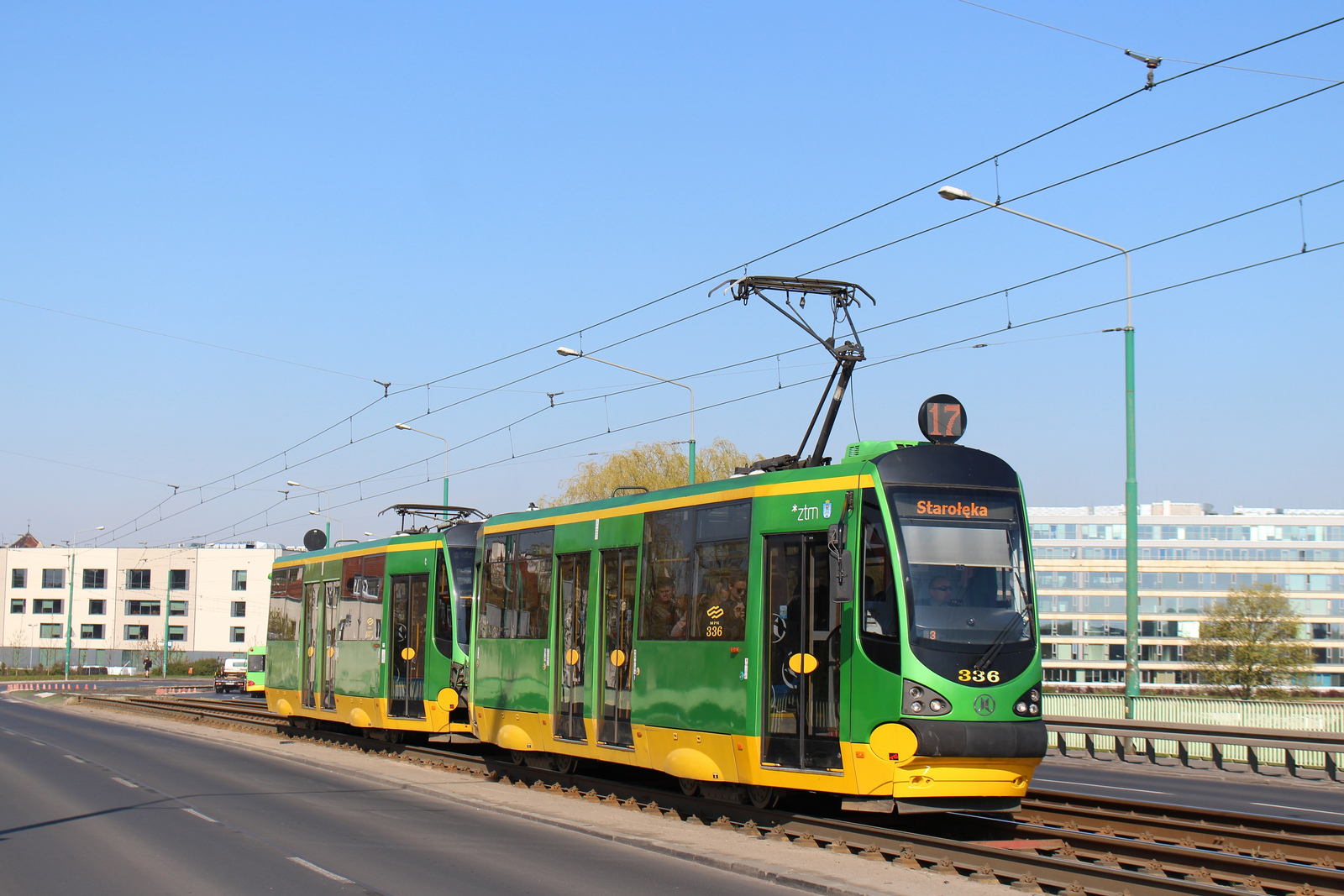
HF 07 （ポズナン市電） （2016年撮影）
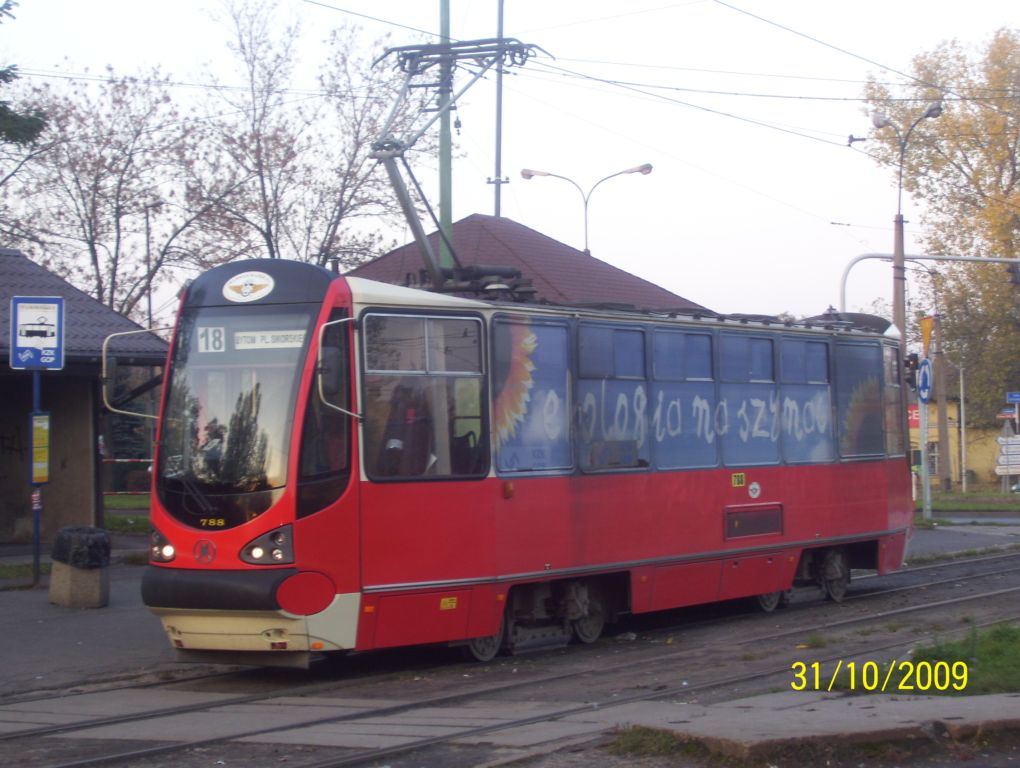
HF 05 （シレジア・インターアーバン） （2009年撮影）
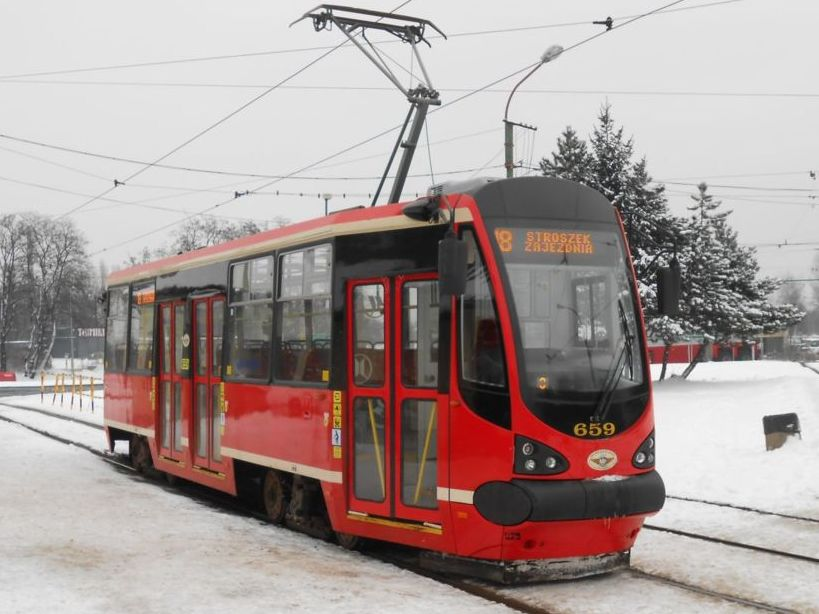
HF 11 AC （シレジア・インターアーバン） （2013年撮影）
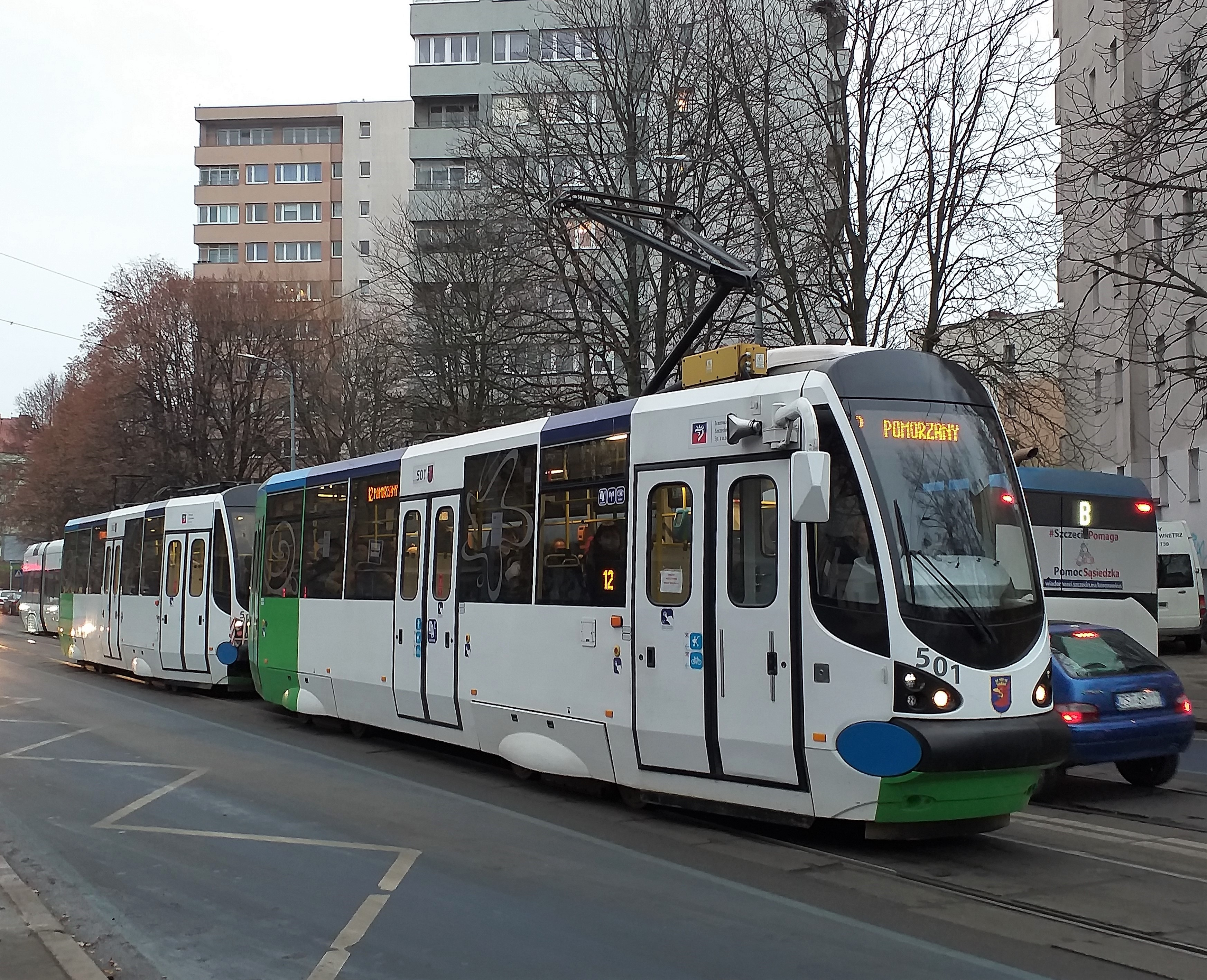
HF 09 （シュチェチン市電） （2020年撮影）
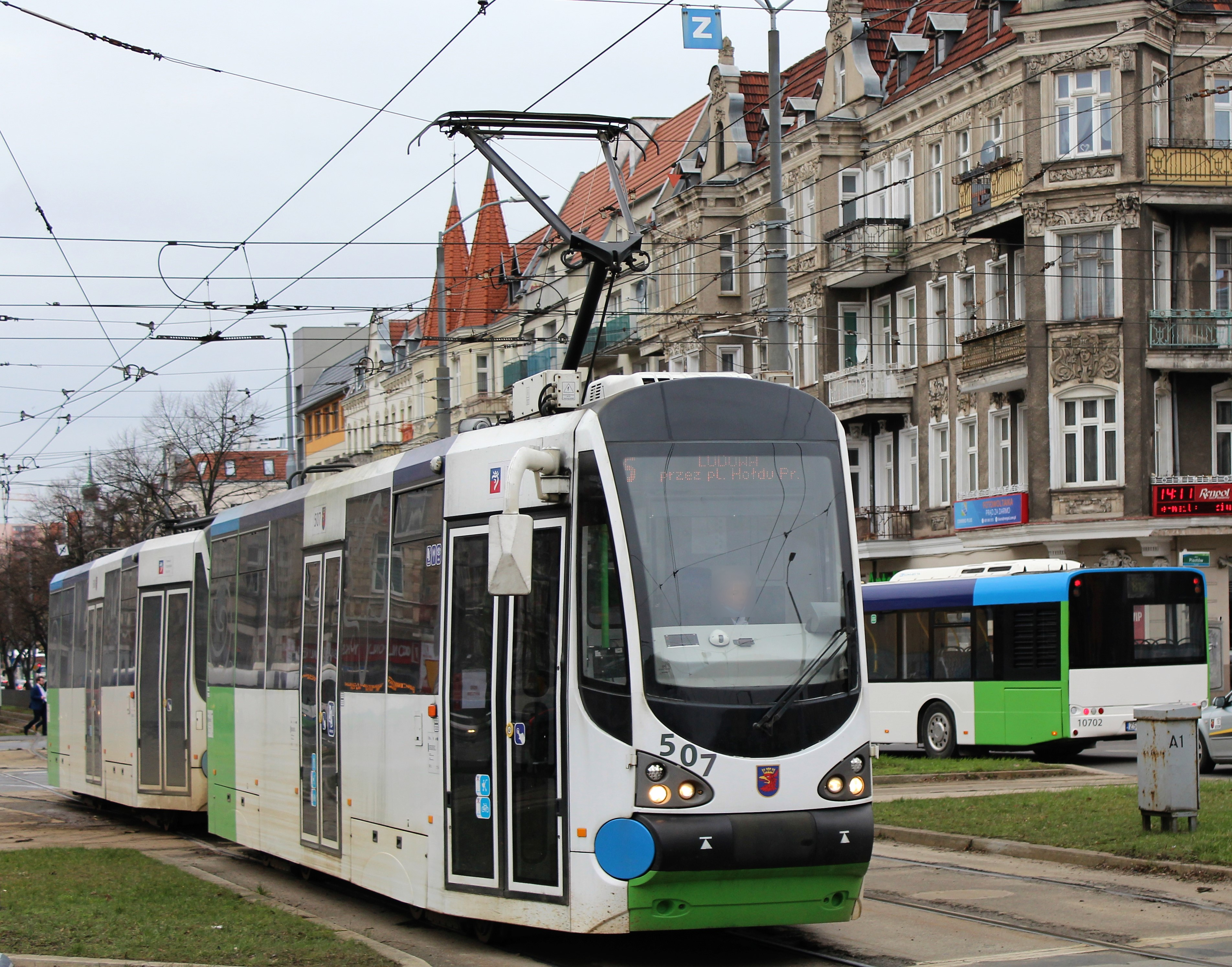
HF 10 AC （シュチェチン市電） （2022年撮影）

## 参考資料
- Arkadiusz Lubka; Marcin Stiasny (2010). Atlas tramwajów. kolpress. ISBN 978-83-920784-6-3